# Лиша-ду-Алван
Лиша-ду-Алван (порт. Lixa do Alvão)  —  населённый пункт и район в Португалии,  входит в округ Вила-Реал. Является составной частью муниципалитета  Вила-Пока-де-Агиар. По старому административному делению входил в провинцию Траз-уж-Монтиш и Алту-Дору. Входит в экономико-статистический  субрегион Алту-Траз-уш-Монтеш, который входит в Северный регион. Население составляет 424 человека. Занимает площадь 14,48 км².